# ReLIFE
ReLIFE (リライフ Riraifu?) es una serie de manga en línea escrita e ilustrada por Yayoiso. Es publicado por NHN PlayArt en el sitio web de Comico desde el 12 de octubre de 2013 hasta el 9 de marzo de 2018 tiene siete volúmenes hasta el momento, compilando los capítulos y publicados por Earth Star Entertainment. Una adaptación a anime fue anunciada el 13 de febrero de 2015 y comenzó su emisión el 2 de julio de 2016.
El 21 de marzo de 2018 se emitieron 4 nuevos capítulos, abarcando más historia del manga junto con el final de este.

## Argumento
Arata Kaizaki es un soltero sin empleo de 27 años de edad quien acaba de perder el apoyo financiero de sus padres. Es incapaz de encontrar un trabajo debido a experiencias anteriores. Una noche luego de beber junto a un amigo de la preparatoria, Arata conoce a Ryō Yoake, un hombre que le ofrece a Arata unas píldoras para devolverlo a una edad de 17 años para así rehacer su vida. Luego de aceptar unirse al experimento, Arata se une a la clase de preparatoria, y conoce a Chizuru Hishiro, una bella chica silenciosa y socialmente torpe que anhela tener amigos. Conectándose con ella y otros compañeros, Arata debe encontrar qué le hace falta para vivir una vida feliz en el mundo real con un tiempo límite de un año.

## Personajes

### ReLIFE
Arata Kaizaki (海崎 新太 Kaizaki Arata?)
 Seiyū: Kenshō Ono
El protagonista principal de la serie. Kaizaki es un hombre de 27 años que trabajaba a medio tiempo en una tienda de conveniencia luego de haber renunciado en su antigua empresa debido a un incidente de acoso hacia su senpai, siendo que se culpa de que ella se hubiera ahorcado. Acepta ser parte del experimento como el sujeto n.002.
Chizuru Hishiro (日代 千鶴 Hishiro Chizuru?)
 Seiyū: Ai Kayano
Una chica retraída y con las mejores notas de Aoba, de carácter un tanto curioso pero con la dificultad de tener amigos. Más tarde se revela el porqué de su personalidad y es que su madre al estar constantemente cambiando la ubicación de su empleo se tenía que mover con Chizuru, proceso en el cual se fue insensibilizando con las demás personas. Más tarde se revela que ella es el sujeto n.001 el cual difiere del manga y del anime ya que mientras en el anime nos muestra un flashback durante los fuegos artificiales, en el manga le pregunta directamente a Ryō si Kaizaki es un sujeto de prueba debido a ciertos acontecimientos.
Ryō Yoake (夜明 了 Yoake Ryō?)
 Seiyū: Ryōhei Kimura
An Onoya (小野屋 杏 Onoya An?)
 Seiyū: Reina Ueda

### Preparatoria Aoba

#### Estudiantes
Rena Kariu (狩生 玲奈 Kariu Rena?)
 Seiyū: Haruka Tomatsu
Kazuomi Ōga (大神 和臣 Ōga Kazuomi?)
 Seiyū: Yūma Uchida
Honoka Tamarai (玉来 ほのか Tamarai Honoka?)
 Seiyū: Himika Akaneya
Nobunaga Asaji (朝地 信長 Asaji Nobunaga?)
 Seiyū: Daisuke Namikawa
Akira Inukai (犬飼 暁 Inukai Akira?)
 Seiyū: Noriaki Sugiyama

#### Profesores
Kokoro Amatsu (天津 心 Amatsu Kokoro?)
 Seiyū: Miyuki Sawashiro
Koshi Usa (宇佐 浩史 Usa Kōshi?)
 Seiyū: Wataru Hatano
Sumire Inukai (犬飼 すみれ Inukai Sumire?)
 Seiyū: Ryōko Shiraishi

#### Otros
Michiru Saiki (佐伯 みちる Saiki Michiru?)
 Seiyū: Shizuka Itō

## Contenido de la obra

### Manga
El manga comenzó a publicarse en la app de Comico en 2013, seguido de la publicación física de la serie en 2014. La serie fue añadida al servicio de streaming de manga de Crunchyroll el 21 de diciembre de 2015.
El autor publicó su último manga el 9 de marzo de 2018.
El manga consta de 222 capítulos. Sin embargo, junto a la publicación del tomo número 15, dos capítulos exclusivos adicionales se añadieron, haciendo un total de 224 capítulos. El primero se trata de un epílogo donde se muestra la continuación directa del manga habla también sobre acontecimientos de 4 años más adelante. El segundo se trata de un prólogo, el cual habla sobre cómo Arata fue elegido como sujeto.

### Anime
Fue anunciado el 13 de febrero de 2015 que la serie de manga web sería adaptada a un anime programado para transmitirse el 2 de julio de 2016. El reparto principal, la información de la transmisión y la primera muestra visual se dieron a conocer en la convención AnimeJapan de 2016 en Japón el 26 de marzo de 2016. TMS Entertainment produce la serie, con Tomo Kosaka dirigiéndola, Michiko Yokote y Kazuho Hyodo con la composición, Junko Yamanaka en el diseño de personajes y Masayasu Tsuboguchi en la composición de la música. El 30 de marzo de 2016, se anunció que el Penguien Research interpretaría el opening del anime, mientras que varios artistas realizarían un ending diferente para cada episodio. Los 13 episodios del anime fueron retransmitidos antes de la emisión de televisión en la aplicación ReLIFE Channel, el 24 de junio del 2016, al igual que en la plataforma de Crunchyroll.